# Championnats d'Europe d'escrime 1983
Navigation
Édition précédente Édition suivante
Les championnats d'Europe d'escrime 1983 se sont disputés à Lisbonne au Portugal en 1983.  La compétition organisée par la fédération portugaise d'escrime, sous l'égide de la Confédération européenne d'escrime a vu s'affronter des tireurs des différents pays européens lors de 4 épreuves différentes. Les épreuves sont uniquement individuelles.
Avec deux titres sur quatre possibles et cinq médailles au total, l’Italie est pour la troisième fois de suite en tête du classement des médailles.

## Résultats
| Épreuves                              | Or               | Argent            | Bronze            |
| ------------------------------------- | ---------------- | ----------------- | ----------------- |
| Épée                                  |                  |                   |                   |
| Hommes individuel résultats détaillés | Alexander Pusch  | Angelo Mazzoni    | Leszek Swornowski |
| Fleuret                               |                  |                   |                   |
| Hommes individuel résultats détaillés | Andrea Borella   | Klaus Reichert    | Angelo Scuri      |
| Femmes individuel résultats détaillés | Cornelia Hanisch | Carola Cicconetti | Linda Martin      |
| Sabre                                 |                  |                   |                   |
| Hommes individuel résultats détaillés | Giovanni Scalzo  | Marin Ivanov      | Ivan Chomatov     |

## Tableau des médailles
| Rang  | Nation               | Or | Argent | Bronze | Total |
| ----- | -------------------- | -- | ------ | ------ | ----- |
| 1     | Italie               | 2  | 2      | 1      | 5     |
| 2     | Allemagne de l'Ouest | 2  | 1      | 0      | 3     |
| 3     | Bulgarie             | 0  | 1      | 1      | 2     |
| 4     | Pologne              | 0  | 0      | 1      | 1     |
| 4     | Royaume-Uni          | 0  | 0      | 1      | 1     |
| Total | Total                | 4  | 4      | 4      | 12    |